# Megacorax
Megacorax  (лат.) — монотипный род двудольных растений семейства Кипрейные (Onagraceae), включающий вид Megacorax gracielanus S.González & W.L. Wagner. Выделен мексиканскими ботаниками Марией дель Сокорро Гонсалес Элисондо и Уорреном Ламбертом Вагнером в 2002 году.

## Распространение и среда обитания
Единственный вид является эндемиком Мексики, известный только с двух участков на потухшем вулкане Сьерра-де-Конето в центральной части штата Дуранго.

## Общая характеристика
Единственный вид рода Megacorax, Megacorax gracielanus, очень близок представителям рода Lopezia, однако имеет ряд принципиальных отличий (например, в строении цветка), которые позволяют говорить о разграничении этих родов. Тем не менее, некоторые исследователи не исключают возможность переноса Megacorax gracielanus в состав Lopezia.
Листья линейные.
Лепестки размещены только с одной стороны цветка.
Плод — тонкостенная коробочка со вздутыми семенами. Строение коробочки у Megacorax похоже на оное у некоторых видов Lopezia.